# Der Totenwald
Der Totenwald ist ein dokumentarisches Prosastück von Ernst Wiechert, das – gegen Ende 1939 geschrieben – erstmals 1946 in Zürich erschien. Der „Bericht“ wurde ins Englische, Amerikanische, Französische, Finnische, Holländische, Italienische, Polnische, Spanische und Schwedische übertragen. Es existiert zudem eine japanische Ausgabe.
Mit dem Totenwald meint der Autor das thüringische Konzentrationslager Buchenwald, in dem er im Sommer 1938 als Häftling Nr. 7188 zwei Monate überlebte. Der schmale Band kann selbst dem distanziertesten Leser „Respekt vor dem Leiden der Leidenden“ abnötigen.
Ernst Wiechert bietet kein Stück Autobiographie, sondern erzählt zeitlich zusammenhängende Episoden aus dem Leben eines Intellektuellen namens Johannes, eines Kriegsteilnehmers. Vor der Beschreibung der zirka zweimonatigen Haft im Konzentrationslager kommt noch einiges aus der Vorgeschichte zur Sprache – die Haussuchung durch drei Gestapo-Männer und die Haft im Münchner Gestapo-Gefängnis.

## Inhalt
Deutschland zur Zeit der „Rückkehr Österreichs an das Reich“: Johannes gerät im März 1938 in den Fokus von Partei und Staat und wird vier Monate inhaftiert, nachdem er die Stimme gegen die Verschleppung eines Pfarrers „in ein Lager“ erhoben hatte.
Während der oben genannten mehrstündigen Durchsuchung seines Arbeitszimmers darf Johannes den Raum nicht verlassen. Unbedachterweise hatte er zuvor weder Briefe noch Tagebücher vernichtet. Im oben genannten Gefängnis wird Johannes etwa sieben Stunden von Untersuchungsbeamten, die die Gesinnung erforschen und Andersdenken nicht tolerieren wollen, verhört. Der Haftbefehl „wegen betont staatsfeindlicher Gesinnung und Erregung öffentlicher Unruhe gegen Staat und Partei“ bleibt nicht aus. Nach sieben Wochen Haft wird Johannes von einem „Kulturpolitiker“ verhört, der ihm Baldur von Schirach vergeblich als poetisches Vorbild empfehlen möchte. Leider – so beschließt der Beamte die Vernehmung – könne nun die Überweisung in ein Konzentrationslager nicht ausbleiben. Die Fahrt dorthin führt am 1. Juli 1938 zunächst zum Münchner Polizeipräsidium und dann mit der Eisenbahn durch Ostbayern und über Hof, Leipzig, Halle nach Weimar. Johannes trifft unterwegs auf andere „Kritiker der Staatsführung“.
Anfangs hatte der Name „Buchenwald“ schön geklungen und der Ettersberg an Goethe erinnert. Sogleich folgt die Ernüchterung. Der „Unterlagerführer in SS-Uniform“ – das ist der Pfarrerssohn Hartmann – droht den „Schweinen“, also den „Schutzhäftlingen“, bei etwaigem Widerstand mit Erschießung und empfiehlt, die „Schnauzen geradeaus zu nehmen“. Die Ankömmlinge müssen als Exempel „neuer Menschenerziehung“ mitansehen, wie ein Häftling über den Bock geht. Die Neuen müssen sich entkleiden. Im Freien wird ihnen alles Haar geschoren.
Johannes muss Schwerarbeit im Freien leisten und lernt den „Hochverräter“ Josef, zuletzt Straßenbahnführer in Saarbrücken, kennen. Der Schlosser Josef ist in den letzten Jahren durch mehrere Lager gegangen. Als bei Johannes, bedingt durch die schwere körperliche Arbeit, ernsthafte gesundheitliche Schäden nicht mehr zu übersehen sind, wird schlagartig der Wendepunkt erreicht: Johannes erfährt die Solidarität der Häftlinge. Josef vermittelt dem Kranken leichte Arbeit in einer Baracke.
Auf dem Weg in die Freiheit muss Johannes beim „Propagandaminister“ vorbei. Goebbels droht ihm, ein zweites Mal werde er ein Lager nicht lebend verlassen. Einträge in Goebbels Tagebüchern (4. August 1938, 30. August 1938) dokumentieren, wie er geplant und ausgeführt hat, sich Wiechert aus dem KZ vorführen zu lassen.

## Form
Im Untertitel steht Ein Bericht. Gewiss fehlt es dem Text nicht an Fakten. Johannes berichtet von 103 Toten im Juli 1938 im KZ Buchenwald und schätzt dort „etwa achttausend Gefangene“. Johannes, der Bürgerliche, lernt Kommunisten – wie zum Beispiel Walter Husemann – kennen und respektieren.
Als Augenzeuge berichtet Johannes
- Häftlinge werden von SS-Männern mit Füßen getreten oder ins Gesicht geschlagen.[22]
- „der Scharführer“
  - [schleudert dem Häftling] „einen kopfgroßen Stein mit voller Wucht in den Rücken“[23]
  - [schlägt dem Häftling] „mit einem fingerstarken Stock … auf die Wangen, die Ohren, die Schläfen.“[24]
- Häftlinge müssen zur Strafe den ganzen Tag stehen und dürfen nicht austreten.[25] Uniformierte Passanten schlagen die Unglücklichen gelegentlich.[26]
- ein Häftling hängt „an den auf dem Rücken zusammengeschnürten Armen … in einem Baume“.[27]

Trotzdem ist der Text mehr Anklage als Bericht.
Manche Aussage ist Jahrzehnte nach der Niederschrift des Textes fast unverständlich geworden. Der Leser aus dem 21. Jahrhundert fragt zum Beispiel, was die Lobeshymne des Erzählers auf den Nationalsozialisten Wilhelm Hug bedeuten könne.

## Rezeption
- 1951: Reinhold Schneider: „Ernst Wiechert ist den Weg nach Buchenwald gegangen; wir werden ihm immer dankbar sein müssen dafür …“[29] „Sowenig ein Dichter sich lösen kann von der Welt der Bilder … sowenig dürfen wir uns lösen von seinem Schmerz …“[30]
- 1977: Nach Eike Middell rangiert der Text zwar deutlich hinter „Nackt unter Wölfen“ und „Die Ermittlung“[31], doch „Als Zeugnis auch im Schlimmsten nicht nur bewahrter, sondern auch bewährter Menschlichkeit bleibt Der Totenwald ein ergreifendes Dokument, ein schlichtes, anrührendes Gedenken an die Opfer des Faschismus.“[32]
- 1994: Ausgehend vom Nachwort, in dem Ernst Wiechert mahnt und statuiert, der Text enthalte „die reine Wahrheit und nichts als die Wahrheit“ und die Schreibabsicht sei eine Verwandlung der Wirklichkeit „in eine höhere Wahrheit, eben in die der Kunst“[33], registriert Manfred Karnick „eine gewollte Manier der Schlichtheit und inhaltlich die Anlehnung an die Bibel.“[34] Zudem sei der Stoff „schon literarisch gefaßt“.[35]
- 2008: Buchenwaldhäftling Nr. 7188: Ernst Wiechert. Wiederbegegnung mit Ernst Wiecherts KZ-Bericht „Der Totenwald“, berlinerliteraturkritik.de, Rezension der Suhrkamp-Ausgabe anno 2008

### Textausgaben
- Ernst Wiechert: Der Totenwald. Ein Bericht. Rascher Verlag, Zürich 1946. 170 Seiten (Erste deutschsprachige Ausgabe).
- Ernst Wiechert: Der Totenwald. Ein Bericht. Mit einem Nachwort des Autors. Verlag Kurt Desch, München 1946. 196 Seiten (Erste deutsche Ausgabe).
- Ernst Wiechert: Der Totenwald. Ein Bericht. Tagebuchnotizen und Briefe. Mit einem Nachwort von Eike Middell. Union Verlag Berlin, 1977 (Lizenzgeber: Verlag Kurt Desch, München 1957). 204 Seiten.[A 5]
- Ernst Wiechert: Der Totenwald. Ein Bericht. Tagebuchnotizen und Briefe. Reclam Leipzig, 1989, ISBN 3-379-00429-4.
- Ernst Wiechert: Der Totenwald. Ein Bericht. Mit einem Essay von Klaus Briegleb. Suhrkamp Verlag, Frankfurt am Main 2008 (Bibliothek Suhrkamp 1425), ISBN 978-3-518-22425-0. 184 Seiten.
- Ernst Wiechert: Der Totenwald. Ein Bericht. Berlin, Sammlung Hofenberg im Verlag Henricus – Edition Deutsche Klassik, ISBN 978-3-7437-3909-3. 100 Seiten.

### Sekundärliteratur
- Manfred Karnick: Krieg und Nachkrieg, Erzählprosa im Westen, Kapitel II in: Wilfried Barner (Hrsg.), Geschichte der deutschen Literatur. Band 12: Geschichte der deutschen Literatur von 1945 bis zur Gegenwart. C. H. Beck, München 1994, ISBN 3-406-38660-1 Inhaltsverzeichnis